# Die Fieberkurve

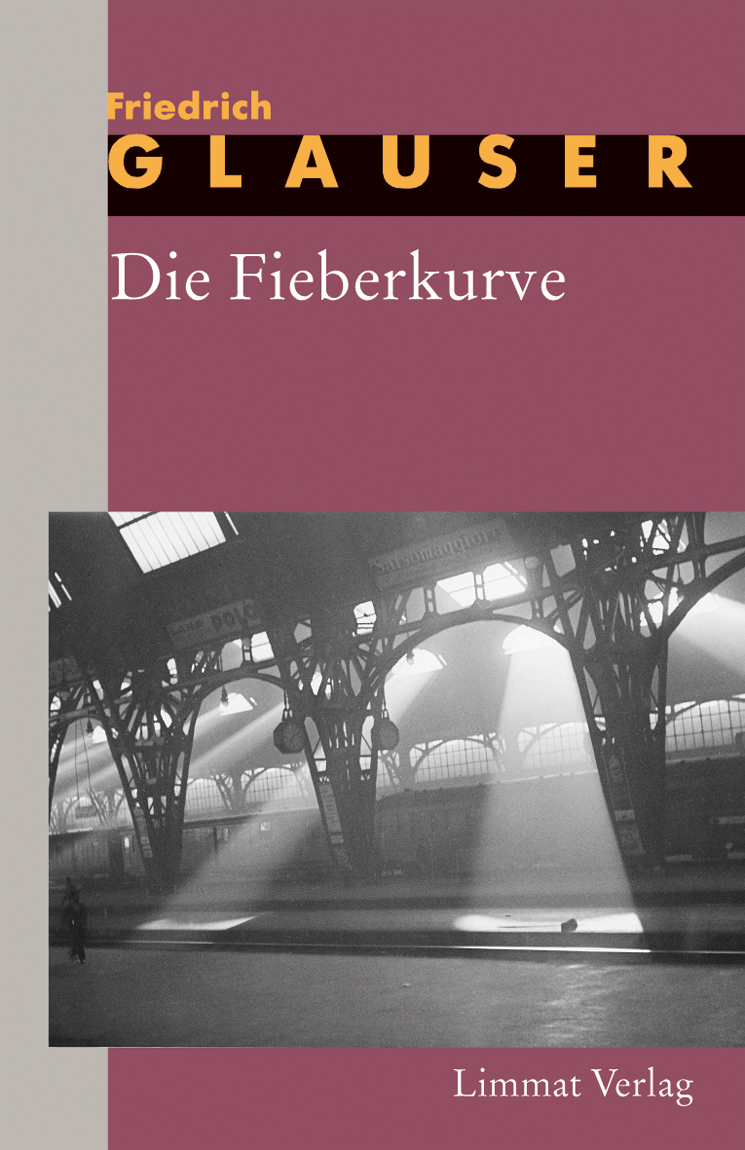
Die Fieberkurve in der Werkausgabe des Limmat Verlages, 1995

Die Fieberkurve ist der zweite Wachtmeister-Studer-Roman des Schweizer Autors Friedrich Glauser. In diesem Krimi, geschrieben Ende 1935, führen die Ermittlungen Studer in die französische Fremdenlegion nach Nordafrika. Neben Matto regiert, welcher Glausers wiederholte Internierungen in psychiatrischen Kliniken behandelt, zählt Die Fieberkurve zusammen mit Gourrama zu den autobiographischsten Studer-Romanen, da Glauser von 1921 bis 1923 selbst in der Fremdenlegion war.

## Romanbeginn
«Da lies!», sagte Studer und hielt seinem Freund Madelin ein Telegramm unter die Nase. Vor dem Justizpalast war es finster, die Seine rieb sich glucksend an den Quaimauern, und die nächste Laterne war einige Meter weit entfernt. «das junge jakobli lässt den alten jakob grüssen hedy», entzifferte der Kommissär, als er unter dem flackernden Gaslicht stand. Obwohl Madelin vor Jahren an der Strassburger Sûreté gearbeitet hatte und ihm darum das Deutsche nicht ganz fremd war, machte es ihm doch Mühe, den Sinn des Satzes zu verstehen. So fragte er: «Was soll das heissen, Stüdère?» «Ich bin Grossvater», antwortete Studer mürrisch.

## Inhalt

### Ausgangslage
Wachtmeister Studer verbringt den Silvester bei seinem Freund Kommissar Madelin in Paris, da seine Frau Hedy wegen der Geburt des ersten Enkels in Frauenfeld weilt. Dabei lernt Studer Pater Matthias kennen, der in Marokko und Algerien als Missionar arbeitet. Dieser erzählt von einem Korporal Collani, welcher durch seine hellseherischen Fähigkeiten während der Beichte zwei Todesfälle prophezeit hat: In Basel und Bern sollen zwei alte Frauen sterben. Als Studer in die Schweiz zurückreist, lässt ihn die Neugier nicht los und er besucht die Wohnung in Basel. Als er dort eintrifft, ist Josepha Cleman-Hornuss bereits gestorben: Tod durch Gas. Auch in Bern stirbt eine alte Frau: Sophie Hornuss, die Schwester von Josepha, wird in ihrer Wohnung aufgefunden; ebenfalls Tod durch ausgetretenes Gas. Studer glaubt nicht an Suizid und beginnt zu ermitteln.

### Ermittlung
Beide ermordeten Frauen waren nacheinander mit dem Schweizer Victor Alois Cleman, Geologe in Nordafrika, verheiratet. Mit seiner zweiten Frau, Josepha, hatte er eine Tochter, Marie. Im Jahre 1917 starb Victor Alois Cleman in Marokko an Malaria. Kurz vor seinem Tod sandte er eine Fieberkurve, die den Verlauf seiner Erkrankung dokumentierte, an seine Frau nach Basel. Dieses Dokument fällt nun Studer bei der ersten Untersuchung des Tatortes in die Hände. Im Fortgang der Ermittlungen zeigt es sich dann, dass die Fieberkurve ein verstecktes Testament enthält, welches Clemans Tochter Marie und dem Kanton Bern je zur Hälfte ein Stück Land in Marokko vermacht. Das besagte Grundstück ist mittlerweile acht Millionen Franken wert und der genaue Standort, an dem die versteckten Kaufverträge liegen, findet sich verschlüsselt in der Fieberkurve. Für die Berner Polizei ist schnell klar: Dies ist der ganz grosse Fall! Und nur einer kann ihn lösen, damit das verheissene Geld dem Kanton zugeführt werden kann: Jakob Studer.
Nachdem es seiner Frau Hedy gelungen ist, die Fieberkurve zu entschlüsseln, macht sich Studer auf in seine Mission in ferne Länder. In Paris kann er dank der Hilfe von Madelins Kriminalassistenten Godofrey eine falsche Identität annehmen. Er rasiert den Schnurrbart ab, lässt sich die Haare schwarz färben und reist als «Joseph Fouché», Inspektor der Sûreté, über Belfort und Port-Vendres nach Oran. Studer erreicht mit einem Maultier Géryville, wo er weitere Hinweise erhält. Diese führen ihn nach «Gourrama», einen Aussenposten der Fremdenlegion, wo sich auch die versteckten Dokumente befinden sollen. Als Wachtmeister Studer die in der Fieberkurve angegebene Stelle endlich erreicht, klafft ein Loch in der Erde. Jemand ist ihm zuvorgekommen.

### Auflösung
Im Garnisonsposten «Gourrama» schliesslich laufen alle Fäden des Falles zusammen. Studer wird durch eine fingierte Verhaftung als ‹Spion mit falschem Pass› in die Gefängniszelle gesperrt. Dort trifft er auf den einzigen Gefangenen, den untergetauchten Victor Alois Cleman, und bekommt so die letzten Beweise für seine Theorie. Im darauffolgenden improvisierten Militärgericht stellt sich heraus, dass Victor Alois Cleman seinen Namen mehrmals wechseln musste. Zum ersten Mal, als er in seiner Jugend zu Unrecht eines Mordes beschuldigt wurde. Er ging nach Afrika und arbeitete als Geologe für die französische Regierung.
Von seiner ersten Frau Sophie Hornuss über Jahre erpresst, tauchte er nach seinem vermeintlichen Malariatod als Korporal Collani in der Fremdenlegion unter. Dort wartete er 15 Jahre die Verjährung der falschen Mordanklage ab, bis er seiner Tochter Marie und der Heimat das Erbe übergeben konnte. Der Plan ging jedoch schief, weil Pater Matthias in der Beichte von dem versteckten Vermögen erfahren hatte und nun selbst an das Grundstück gelangen wollte. Während der Verhandlung kommt es zu einem tödlichen Finale, an dessen Ende die gesuchten Dokumente auftauchen und sogar die Gerechtigkeit, ganz im Sinne Studers, ihre Erfüllung findet.

## Entstehung
Wenn Schlumpf Erwin Mord für Glauser derjenige Roman war, der ihm den Durchbruch verschafft hatte, so war Die Fieberkurve sein grosses «Sorgenkind». Von der ersten Niederschrift bis zur Publikation vergingen zwei Jahre, in deren Verlauf Glauser des Krimigenres überdrüssig wurde. Am 8. Januar 1938 schrieb er entnervt an seine langjährige Brieffreundin und Gönnerin Martha Ringier: «Eine so kompliziert-verfehlte Geschichte wie die Fieberkurve soll mir nicht mehr passieren. Ich muss meine Fabeln vereinfachen, dann kann ich mich auf wenige Menschen beschränken und jeden dann richtig hinmalen.» Tatsächlich war die Geschichte, deren Urfassung in nur vier Wochen geschrieben war, zu wenig durchdacht. Angetrieben vom Erfolg der Lesung im «Rabenhaus» im November in Zürich und dem anstehenden Kurzroman-Wettbewerb verwandte Glauser (nicht zum ersten und auch nicht letzten Mal) zu wenig Zeit, um den Verlauf der Geschichte logisch zu konstruieren.

### Erneute Internierung und Flucht

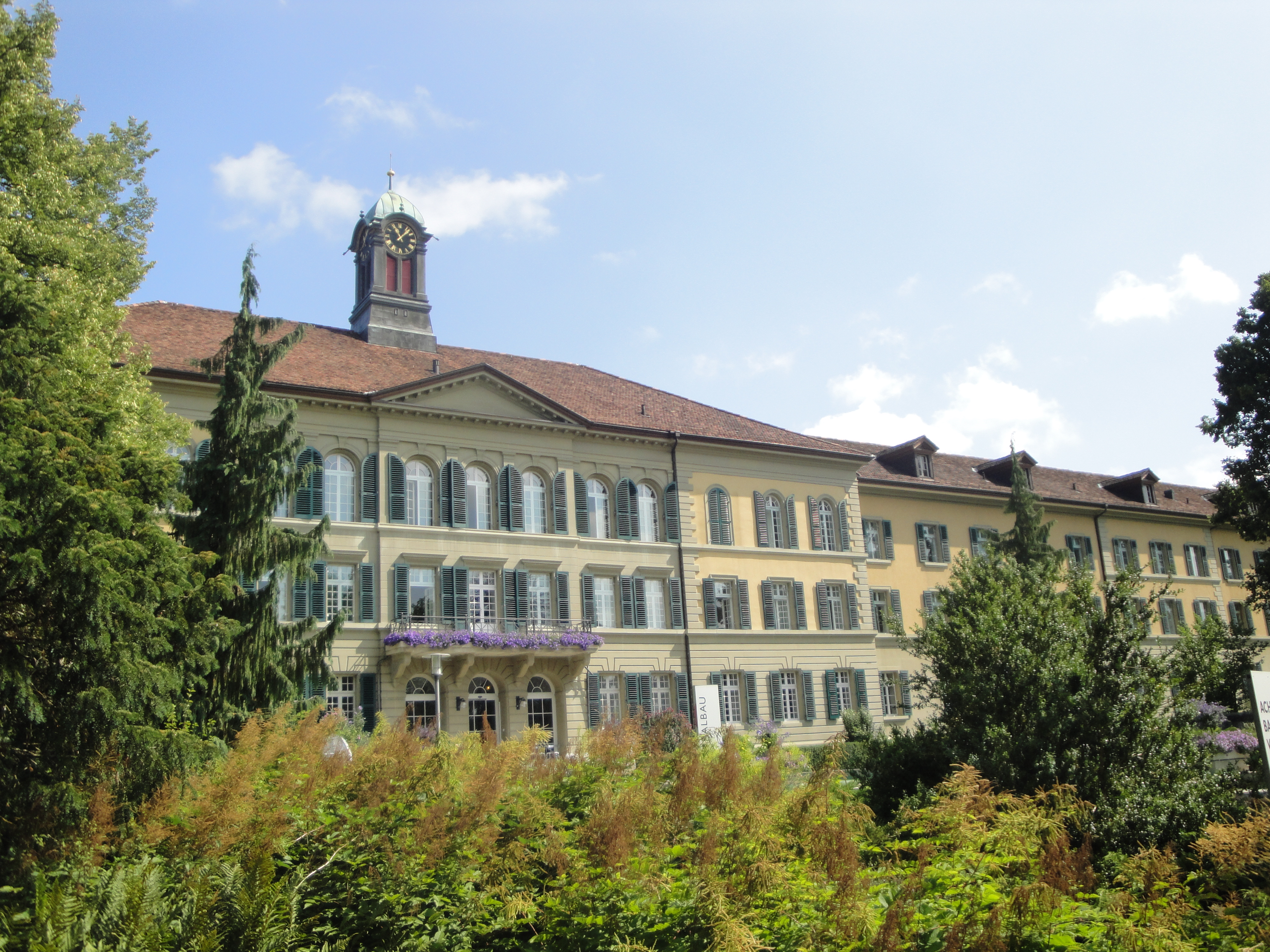
Psychiatrische Klinik Waldau

Der Niederschrift der Fieberkurve vorausgegangen war eine erneute Straffälligkeit Glausers: Am 8. Oktober 1935 wurde er zum wiederholten Mal dabei erwischt, wie er mit falschem Namen Opium bei einem Arzt beschaffen wollte. Dies bedeutete eine erneute Rückschaffung und Internierung in die Psychiatrische Klinik Waldau auf unbefristete Zeit. Drei Wochen später schrieb Glauser an seinen Vormund Robert Schneider: «Ich bin jetzt vierzig Jahre alt, mein Name ist nicht mehr ganz unbekannt (…) und ich kann wirklich nicht mehr diese ganz hoffnungslose Komödie weiter mitmachen. Es ist mir auch unmöglich, mich als asozialen Psychopathen zu empfinden, vor dem die Gesellschaft à tout prix bewahrt werden muss.» Glauser verschwand und tauchte bei einer Freundin aus den Asconeser Tagen Katja Wulff und ihrem Mann C. F. Vaucher in Basel unter. Dieser vermittelte, während die Fahndung nach Glauser lief, einen Kontakt zum Lesezirkel bei Rudolf Jakob Humm: Am 6. November machte Friedrich Glauser deshalb einen Abstecher nach Zürich zur Lesung im «Rabenhaus», um dort vor versammelten Literaturfreunden aus seinem letzten Roman Schlumpf Erwin Mord vorzulesen. Der Erfolg an diesem Abend war enorm und stellte einen Wendepunkt in Glausers Schriftstellerleben dar. Zudem lernte er dort unter anderem auch seinen späteren Verleger Friedrich Witz kennen. Dank der Unterstützung seiner neuen Freunde und dem frisch gewonnenen Selbstvertrauen entschloss sich Glauser, wieder in die Klinik Waldau zurückzukehren.

### Urfassung
Nachdem Glauser wieder in die Klinik zurückgekehrt war, nahm der Plan für seinen zweiten Studer-Roman Gestalt an, und bereits am 28. November schrieb er an Humm: «Ich werde versuchen einen humoristischen Kriminalroman zu schreiben. Behauptet man nicht, dass die Pessimisten die besten Humoristen seien?» Nachdem Gourrama und Der Tee der drei alten Damen keinen Verleger gefunden hatten, wollte Glauser dessen Themen (Fremdenlegion, Spiritismus, Erdöl) im neuen Krimi wiederverwenden. Am 2. Dezember bat Glauser deshalb Martha Ringier, ihm die für die National Zeitung ausgeliehene Erzählung Der Hellseherkorporal (1931) zurückzusenden: «Ich möchte mit dem Thema einen Kurzroman machen.»
In nur vier Wochen hatte Glauser die Urfassung niedergeschrieben. Den 16 Kapiteln vorangestellt hatte Glauser die Widmung «Für Berthe» (seine damalige Lebensgefährtin Berthe Bendel, die er als Pflegerin in der Psychiatrischen Anstalt Münsingen 1933 kennen gelernt hatte). Am 20. Dezember schrieb er ihr unter anderem: «Den Roman habe ich dir nicht geschickt, weil ich den ganzen Anfang nochmal umkrempeln muss, sonst kriegst du ein falsches Bild. Ich hab ein wenig Angst vor der Sache. Ein oder zwei Kapitel sind lustig geworden, ein oder zwei Gestalten sind so halbwegs im Blei – Aber ich fürchte sehr, ich hab wieder meinen alten Fehler begangen und zu viel Menschen aufmarschieren lassen.»
Am 31. Dezember schien Die Fieberkurve beendet zu sein. Glauser schrieb an den Journalisten und späteren Freund Josef Halperin: «Ich habe probiert, all die alten ‹ficelles›, ohne die ein Kriminalroman nun einmal nicht zusammenzuhalten ist, neu zu spinnen. Die Frage ist, ob es mir gelungen ist. (…) Ich habe Studer Haschisch rauchen lassen und ihn dabei pessimistische Betrachtungen über die westliche Betriebsamkeit und die Relativität der Zeit, der Bureauzeit, anstellen lassen. Vielleicht ist das ganz fidel geworden. Aber ob es auch den Schiedsrichtern gefallen wird, die vielleicht aus Pfarrern und Sekundarlehrern bestehen, weiss ich nicht. Wir wollen das Beste hoffen. Ich könnte ein wenig Erfolg ganz gut brauchen.»

### Wettbewerb
1935 schrieb das Schweizer Druck- und Verlagshaus (welches acht Jahre später Matto regiert verlegen sollte) einen Kurzroman-Wettbewerb aus und Glauser schrieb am 2. Dezember an Martha Ringier: «Es ist nämlich ein Wettbewerb für solch eine Sache, und ich täte mich gern daran beteiligen.» Aber unter den 26 abgelehnten Arbeiten befand sich auch Die Fieberkurve. Glauser war dementsprechend enttäuscht und kommentierte den Siegerroman Die Juraviper von Arthur von Felten am 9. April 1936 folgendermassen: «Mit den Kriminalromanen ist es eben so bestellt: Entweder sind sie rein spannend (…), oder dann sind sie (…) ein wenig Psychologie, viel Atmosphäre (…) oder dann sind sie reiner Mist, weder spannend noch gut geschrieben, sondern ‹Genre Himbeersyrupersatz›, wie Arthur von Felten.» Dass Glauser über andere Autoren oder Leser der Ernsten Literatur zeitweise spottete, erlaubte ihm eine Narrenfreiheit im eigenen Schreiben; oder es diente, wie im Fall der Fieberkurve, als eine Art Rechtfertigung für die Unzulänglichkeiten der Handlungskonstruktion.

### Handlungs-Chaos

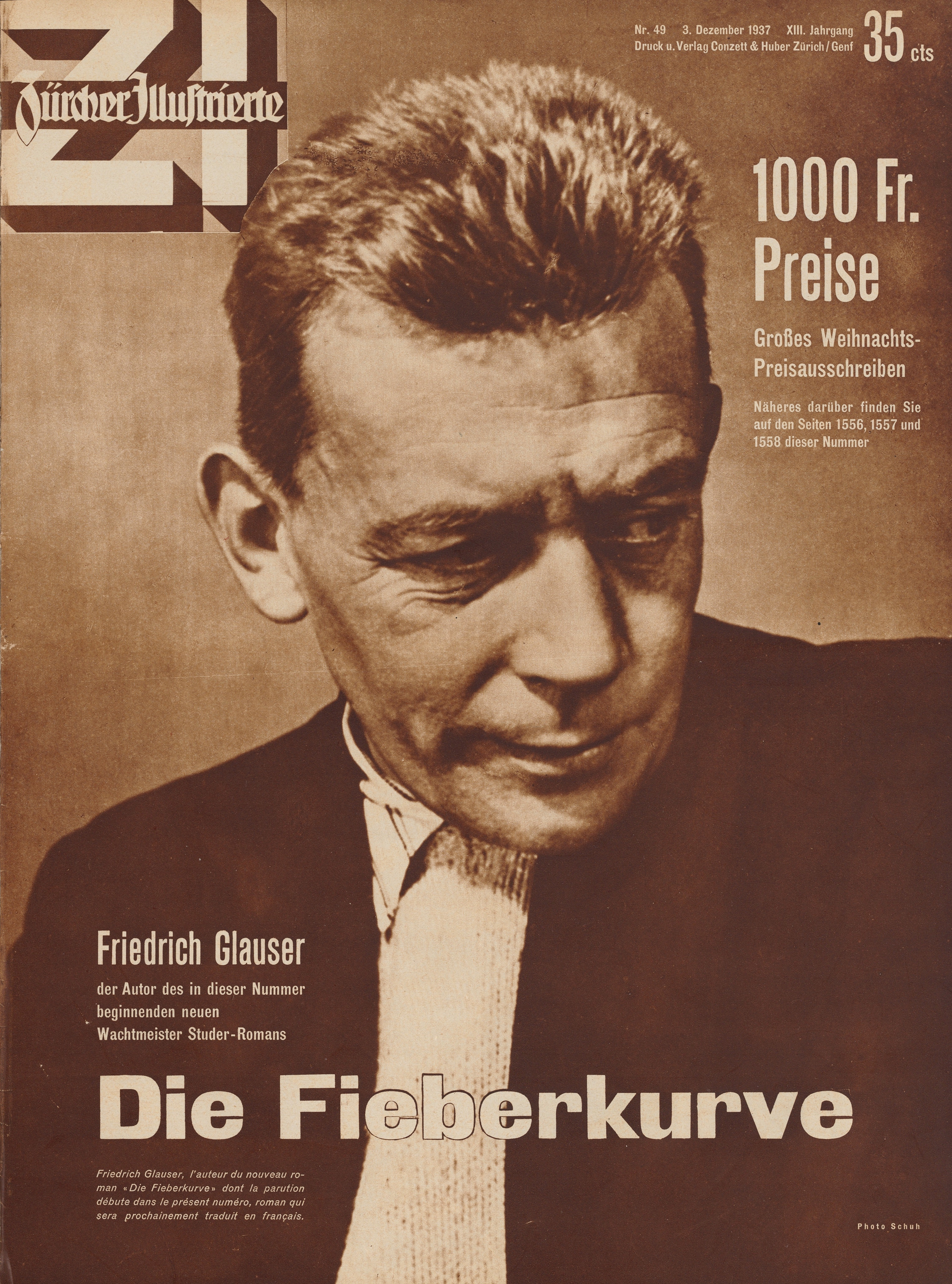
Friedrich Glauser auf der Titelseite der Zürcher Illustrierten vom 3. Dezember 1937 (Foto: Gotthard Schuh)

Im Nachwort der Fieberkurve nennt der Germanist Julian Schütt (* 1964) den Roman einen improvisierten Krimi, «in dem sich weniger die Frage stellt, wer der Täter ist, als ob es überhaupt einen Täter gibt.» Der Plot der Erzählung funktionierte tatsächlich nicht. Glauser hatte die Handlung überfrachtet, mit Figuren überladen und zu viel improvisiert. Gleich zu Beginn der Geschichte kopierte er sich selbst, indem Studer ‹zufällig› die Tochter einer Protagonistin in der Eisenbahn kennenlernt: In der Fieberkurve ist es Marie Cleman auf der Fahrt nach Basel und in Schlumpf Erwin Mord Sonja Witschi auf der Fahrt nach Gerzenstein. Verwirrung machte sich unter den ersten Lesern des Manuskriptes breit. Die Reaktion von Martha Ringier war, sie komme fast nicht zum Atemholen, so jage sie Glauser herum. Und Friedrich Witz, der Die Fieberkurve publizieren wollte, meinte: «Verworrenheit. Weshalb muss Studer nach Marokko? Wozu die Reise?» Witz war vor allem auch mit dem Schluss unzufrieden: «Statt dass die Geschichte enträtselt wird, häufen sich noch die Warums.»
Josef Halperin (1891–1963) las den Roman mit Vergnügen, stellte aber unter anderem fest: «Ich habe grosse Freude an der Fieberkurve. Es ist eine wirklich schöne Arbeit. (…) Aber da ist ja die Tücke des Kriminalromans, dass alle Vorzüge schwer entwertet sind, wenn es am Ende mit seiner Aufdröselung hapert. (…) Was machen wir jetzt? Ich kann mir nicht denken, welches Interesse der Pater hätte haben können, eine falsche Spur zu konstruieren. Also die ganze Geschichte mit dem Schlüsselloch und dem Auffinden der Schnur streichen? Dann würde die Rechnung glatt aufgehen. Sie muss glatt aufgehen, sonst wird der Leser böse.» Friedrich Witz doppelte nach: «Es fehlt an der überzeugenden Begründung der Vorkommnisse. Man versteht am Schluss nicht, warum die beiden alten Damen sterben mussten, warum vor 15 Jahren ein sterbender Mann im Lazarett die spielerische Freude am Angst machen hatte; und weil der Schluss plötzlich den Eindruck einer platzenden Seifenblase erweckt, bleibt die Enttäuschung zurück, die ich unseren Lesern nicht zumuten darf.»
Dass der Roman letztlich dennoch funktionierte, lag vor allem an Glausers Fähigkeit, Atmosphäre zu erzeugen und an der gekonnten Figurenzeichnung, allen voran derjenigen des Wachtmeister Studer. Zudem bereichern, im Vergleich zum Vorgänger-Roman, humoristische Elemente etliche Szenen: So zum Beispiel im Kapitel 7 («Das Testament»), als Stadtkommissär Werner Gisler, Jakob Studer, der Gefreite Reinhard und Korporal Murmann den Fall rekapitulieren. Oder im Kapitel 9, («Gangster in Bern und eine vernünftige Frau») als Hedwig Studer ihren Ehegatten beim Schwärmen für die junge Marie Cleman ertappt und nebenbei die Fieberkurve entschlüsselt.

### Nachbearbeitung
Nach der gut gemeinten Schelte von Friedrich Witz und Josef Halperin machte sich Glauser also an die Umarbeitung der Fieberkurve, welche sich über eineinhalb Jahre dahinzog. Erschwerend kam hinzu, dass Glauser bereits an seinem dritten Studer-Roman Matto regiert arbeitete und nun diesem den Vorrang gab. Im Juni 1936 kam dann der lang ersehnte Umzug mit Berthe Bendel nach Angles bei Chartres dazwischen. Und dort begann er bereits mit der Niederschrift des vierten Studer-Romans Der Chinese. Glauser verlor zunehmend die Lust an der Fieberkurve, welche bis Ende November 1936 fertig sein sollte.
Nachdem die Urfassung umgeschrieben war, befriedigte die neue Version immer noch nicht. Auf Änderungsvorschläge von Witz ging Glauser ein, einzig am kiffenden Studer wollte er keinen Strich ändern. «Das scheint mir nicht allzu schlecht und nicht allzu sehr Kriminalroman zu sein.», schrieb Glauser noch zwei Jahre später, kurz vor seinem Tod, an Witz. Im Dezember 1936 war Glauser mittlerweile bei der sechsten Umarbeitung angelangt. An Otto Kleiber, Feuilleton-Chef der Basler National-Zeitung schrieb er am 20. Dezember: «Ich komme so langsam dahinter, wie schwer es ist, einen passablen Kriminalroman zu schreiben. Sie tun mir viel Ehre an, den «Studer» zu goutieren. Wie schlecht konstruiert ist er – ich bemerke es voll Scham, jetzt, wo ihn gedruckt wieder gelesen habe. (…) Und wenn den Leuten das Buch gefällt, so lassen sie sich bluffen, weiter nichts. Das ist, was ich in Selbsterkenntnis und Selbstkritik festgestellt habe – und darum macht mir die Umarbeitung des zweiten Studerromans so viel Mühe. Ich möchte die Fehler des ersten Buches vermeiden.» Aber die Umarbeitung zog sich weiter hin.

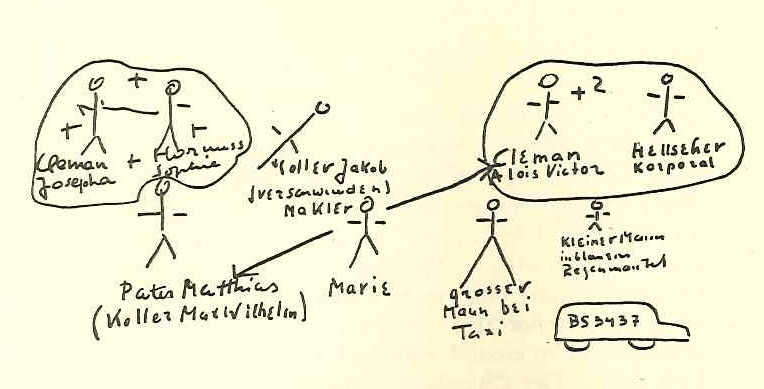
‹Mannli› von Wachtmeister Studer, respektive Friedrich Glauser in der Fieberkurve, Erstauflage Morgarten-Verlag, 1938

Am 22. März 1937 schrieb er an Friedrich Witz, nachdem auch die Anfangspartie nochmals umgeschrieben wurde: «Endlich, endlich bekommen Sie die Fieberkurve. Aufgeklärt hab ich, dass Gott erbarm! Aber ich habe eine Hoffnung, dass der Roman trotz dem ‹abenteuerlichen› Milieu und der ‹abenteuerlichen› Handlung doch noch ein wenig ‹Atmosphäre› behalten hat. (…) Sie müssen mir nur noch sagen, wann Sie mit dem Abdruck der Fieberkurve beginnen wollen. (…) Die ‹Mannli› auf Seite 86 können Sie rausschmeissen oder behalten – wie Sie wollen.» (Gemeint war Studers (respektive Glausers) Zeichnung der beteiligten Personen an dem Fall. Diese wurden dann in der Erstausgabe tatsächlich abgedruckt, in allen späteren Ausgaben jedoch wieder weggelassen. Erst in der Neuauflage des Limmat Verlages von 1993 wurden die ‹Löschblattkrakeleien› wieder abgedruckt). Witz war allerdings immer noch nicht zufrieden und verlangte am 6. April, dass die letzten zwölf Seiten nochmals umgearbeitet werden: «Auf jeden Fall rate ich Ihnen, das letzte Kapitel durch eine tüchtige Ladung Dynamit vollständig in die Luft zu sprengen und es von Anfang bis zum Ende neu zu bauen.» Glauser tat wie geheissen und im Dezember 1937 war es dann endlich soweit: Die Fieberkurve erschien in der Zürcher Illustrierten.

## Biografischer Hintergrund
Studers Ermittlungen über die Grenzen der Schweiz hinaus nach Paris und Nordafrika haben in zweifacher Hinsicht autobiographische Bezüge. Auf der einen Seite lebte Glauser an diesen Orten und konnte deshalb auf seine Erfahrungen und Erlebnisse zurückgreifen und sie literarisch verarbeiten. Andererseits lässt er aber auch den Wachtmeister das tun, was ihm selbst verwehrt bleibt: Ausbrechen aus den Fängen der Klinikaufenthalte und der Bevormundung. Der auf Frühjahr 1936 in Aussicht gestellte Verwalterjob in Angles verschob sich nach der «Opiumgeschichte» im Oktober 1935 wieder auf unbestimmte Zeit und endete stattdessen im erneuten Aufenthalt in der Psychiatrischen Klinik Waldau.
Frankreich und Nordafrika, das waren auch Glausers Sehnsüchte nach Ferne, Freiheit und abenteuerlichen Kulissen in exotischen Ländern. So könnten die Gedanken von Jakob Studer im dritten Kapitel auch von Glauser selbst stammen: «Fremdenlegion! Marokko! Die Sehnsucht nach den fernen Ländern und ihrer Buntheit, die, schüchtern nur, sich gemeldet hatte, damals, bei Pater Matthias’ Erzählung, sie wuchs in Studers Brust. Ja, in der Brust! Es war ein sonderbar ziehendes Gefühl, die unbekannten Welten lockten und Bilder stiegen auf – ganz wach träumte man sie. Unendlich breit war die Wüste, Kamele trabten durch ihren goldgelben Sand, Menschen, braunhäutige, in wallenden Gewändern, schritten majestätisch durch blendendweisse Städte. (…) Das war Glück! Das war etwas anderes als das ewige Rapportschreiben im Amtshaus z’Bärn, im kleinen Bureau, das nach Staub und Bodenöl roch … Dort unten gab es andere Gerüche – fremde, unbekannte.»

### Schauplätze

#### Bern
Als Studer an den Tatort des zweiten Mordes in Bern an der Gerechtigkeitsgasse 44 kommt, bemerkt er neben der Haustüre ein Schild mit dem Hinweis auf eine Tanzschule im ersten Stock. Glauser war diese Adresse wohlbekannt: Seine ehemalige Freundin Beatrix Gutekunst, die er 1926 nach der Entlassung aus der Erziehungsanstalt Witzwil kennengelernt hatte und mit der er bis 1932 zusammen war, eröffnete 1934 an dieser Adresse eine eigene Tanzschule.

#### Paris

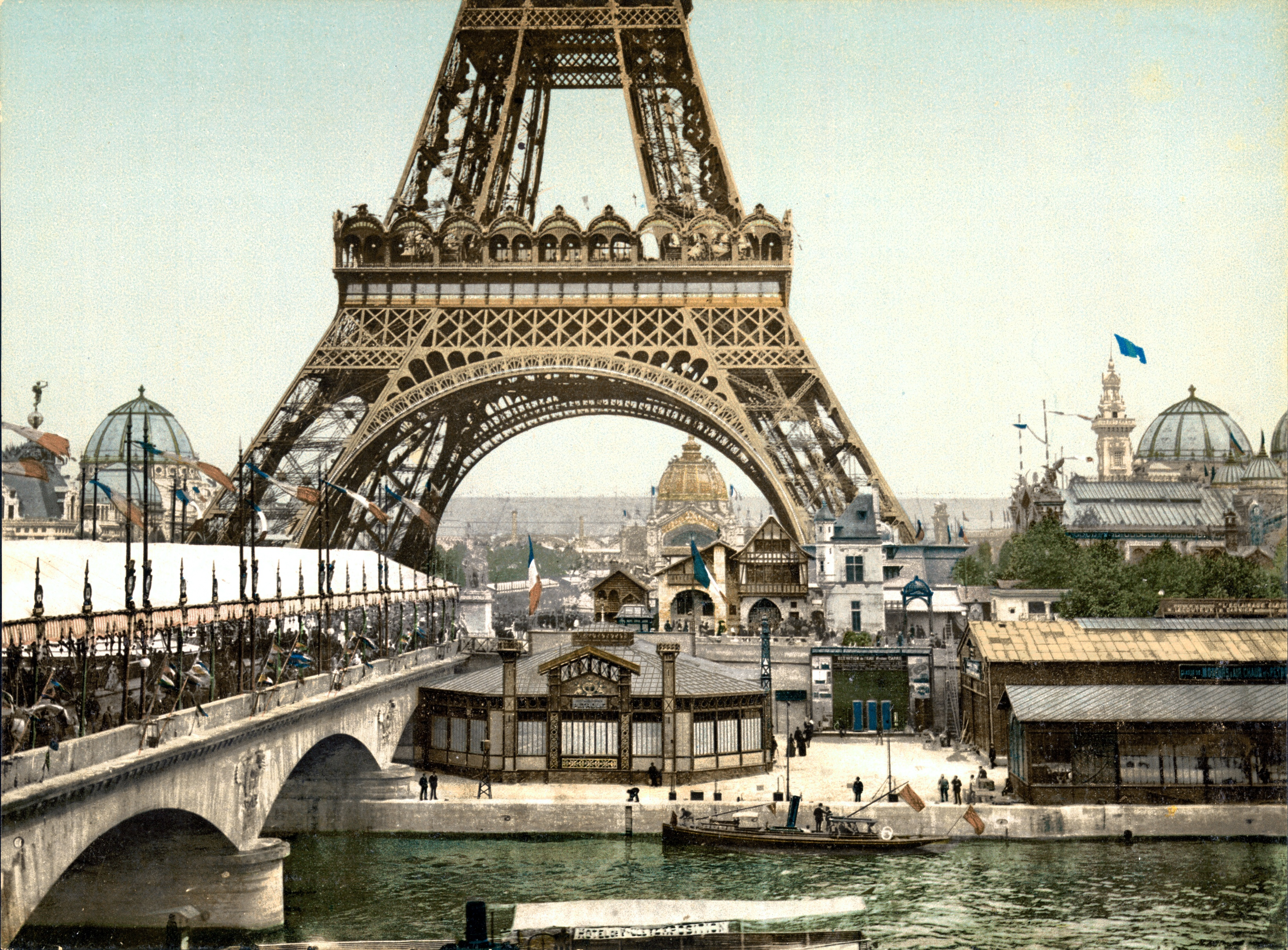
Paris, Eiffelturm und Umgebung (1900)
(Friedrich Glauser lebte 1923 und 1932 in der Stadt)

Glauser war in seinem Leben zweimal in Paris und hatte diese Eindrücke teilweise in der Fieberkurve verwendet. Das erste Mal kam er nach der Ausmusterung aus der Fremdenlegion im Mai 1923 in die französische Hauptstadt und arbeitete als Tellerwäscher im «Grand Hôtel Suisse». Im September wurde ihm gekündigt, weil er bei einem Diebstahl erwischt worden war. In den Kurzgeschichten Unten (1930), Ich bin ein Dieb (1935) Im Dunkel (1935) und Nachtasyl (1938) verarbeitete dann Glauser diese Geschehnisse.
Ein zweites Mal war Glauser mit seiner damaligen Freundin Beatrix Gutekunst von Januar bis Ende Mai 1932 in Paris und versuchte dort als freier Journalist und Schriftsteller Fuss zu fassen. In dieser Zeit lernte er auch Georges Simenons Bücher und dessen Kommissar Maigret kennen und erlag dem Charme der Serie, was bei der Schaffung des Wachtmeister Studers von entscheidender Bedeutung sein sollte (Glauser begann hier seinen ersten Kriminalroman Der Tee der drei alten Damen, der als eine Vorstufe für die künftigen Wachtmeister-Studer-Romane angesehen werden kann). Für die Fieberkurve baut Glauser einige Schauplätze aus Paris ein, wie etwa die Beiz beim Quartier des Halles, den Place Pigalle oder den Montmartre. Eine spezielle Reverenz erweist er folgenden drei Adressen:
- «Studer hatte beschlossen, diesmal nicht bei Madelin zu wohnen. Er brauchte Ellbogenfreiheit. So stieg er in einem kleinen Hotel ab, das den poetischen Namen ‹Au Bouquet de Montmartre› führte.»[24] Als Glauser Anfang Januar 1932 mit Beatrix Gutekunst in Paris eintraf, hatten die beiden ein Zimmer mit Küche in eben diesem Hotel gemietet. Glauser schrieb dazu an Gertrud Müller, die Gattin seines ehemaligen Therapeuten Max Müller: «Es war viel Trubel, bis wir endlich hier gelandet sind. (…) Wir haben ein Zimmer mit Küche in einem Hotel gefunden und haben es genommen, bis wir etwas Anderes gefunden haben. Die Miete ist teuer (270.– für 14 Tage), aber es ist alles inbegriffen, Heizung etc. und auch ein Gasherd. (…) Herzliche Grüsse von Ihrem Glauser, Hôtel au Bouquet de Montmartre (schön nicht?)»[25]

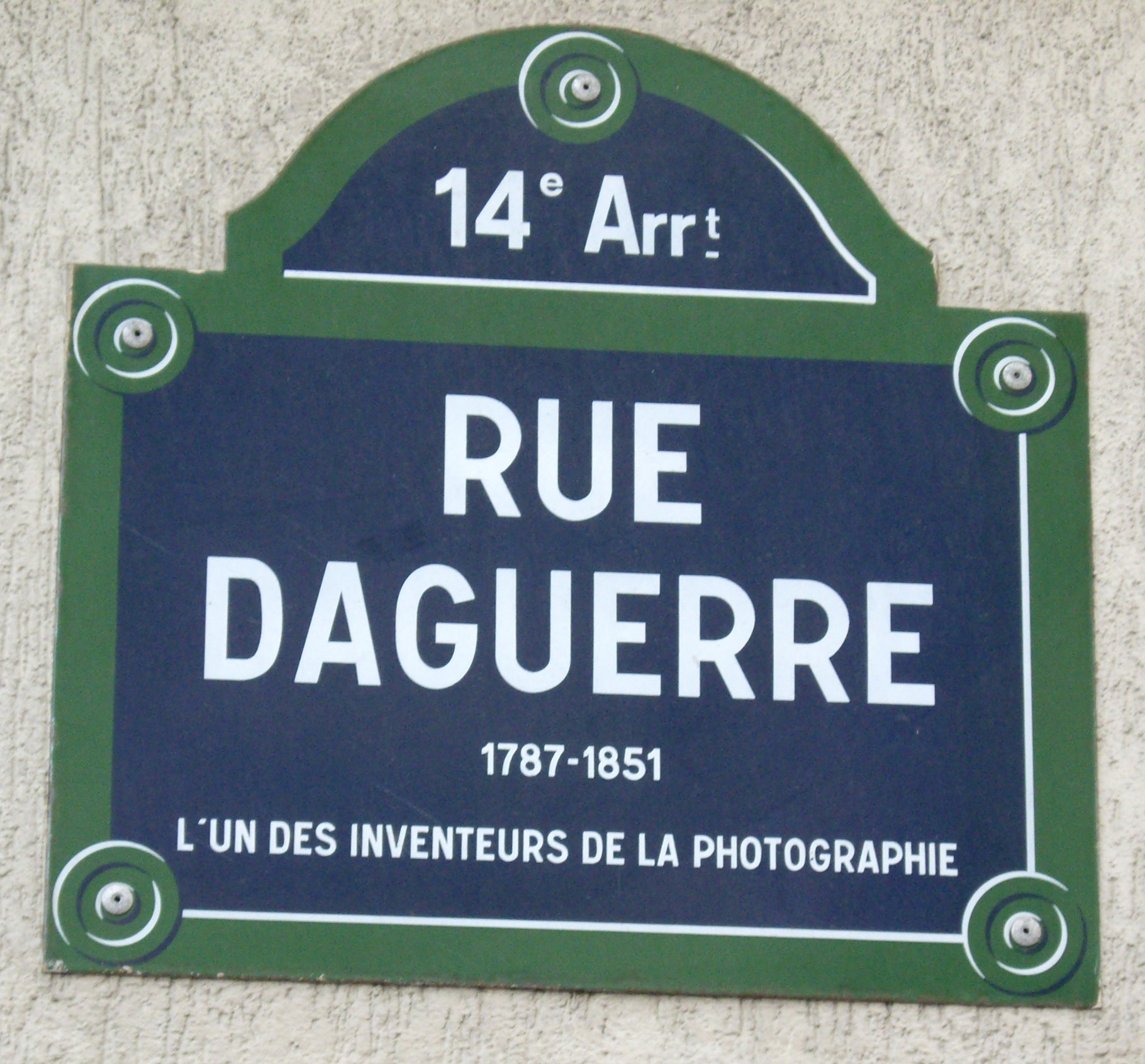
Paris, Rue Daguerre Nr. 19 (1932 wohnte Glauser mit seiner Freundin Beatrix Gutekunst hier)

- Kurz darauf zogen Glauser und Beatrix Gutekunst in die Rue Daguerre No. 19 in eine Wohnung mit einem grossen Atelierraum und Küche. Und auch hier lässt Glauser den Wachtmeister ermitteln und beschreibt in dieser literarischen Reminiszenz die Gegend wie folgt: «Die Rue Daguerre ist eine kleine Strasse, die von der Avenue d’Orléans abzweigt. An der Ecke hat Potin, das bekannte Lebensmittelgeschäft, eine Ablage. In den Schaufenstern liegen Gänse, Kaninchen, Gemüse. Neben dem Laden bietet eine Blumenfrau frierende Mimosen zum Kaufe an. Die Nummer 18 ist ein Hof, in dessen Hintergrund ein einstöckiges Gebäude kauert.»[26]

- Glauser versuchte als Feuilletonist Fuss zu fassen und beabsichtige dazu unter anderem Zugang zum Justizpalast zu bekommen, wo er als Pariser Korrespondent Gerichtsreportagen verfassen wollte. Obwohl er dabei den Publizisten Jean Rudolf von Salis kennenlernte, blieb dies Glauser trotz intensiver Bemühung verwehrt, weil er die nötige Presselegitimation nicht beschaffen konnte. In der Fieberkurve lässt er dafür als Ausgleich Wachtmeister Studer problemlos in den «Palace de Justice» gelangen, da dieser ein guter Freund von Kommissar Madelin und Godofrey ist.

- Eine letzte Erinnerung aus der Pariser Zeit hat Glauser mit dem Hinweis auf Bullier eingebaut: «‹Wir haben uns in Paris kennengelernt, einmal, als ich Urlaub hatte. Kennen Sie Bullier?› Studer nickte. Er kannte den Ballsaal vom Montparnasse-Quartier. ‹Dort haben wir zusammen getanzt.›» Über Tanzlokale hatte Glauser damals das Feuilleton Pariser Tanzlokale (1932) geschrieben.[27]

#### Algerien, Marokko
Im April 1921 trat Glauser in die französische Fremdenlegion ein und verbrachte zwei Jahre in Nordafrika, bis er wegen eines Herzfehlers im März 1923 ausgemustert wurde. Während dieser Zeit lernte er Bel-Abbes, Sebdou, Géryville (Algerien) und Gourrama (Marokko) kennen. Die geografischen Eindrücke und Erlebnisse als Soldat hatten Glauser tief geprägt und in vielen Erzählungen und grossen Teilen der Fieberkurve ihren Niederschlag gefunden. Zwei Orte aus der Fieberkurve verdienen eine besondere Beachtung:
- Géryville (nach der französischen Kolonialzeit El Bayahd) wird von Wachtmeister Studer auf derselben Route erreicht wie durch Glauser im Dezember 1921 während der Verlegung. An seinen Vater schrieb er damals, am 16. Oktober: «Morgens 4 Uhr Aufbruch. Wind, Schnee, 48 Tageskilometer vor uns – zunächst eine Etappe von 30 Kilometern mit einer Tasse Kaffee im Bauch. – Um 4 Uhr kommen wir in Géryville an.»[28] Und wie Glauser, so erreicht auch Studer die Stadt im Norden Algeriens auf einem Maultier während Schnee fällt: «Noch eine Pfeife, das Béret über die Ohren gezogen, dann aufgesessen. Hinten am Sattel war ein gerollter Schlafsack aufgeschnallt. Darin steckten: ein Pyjama, zwei Hemden, zwei Paar Socken, Toilettenzeug … Man war mit neunundfünfzig Jahren bereit, es den Legionären gleichzutun… Gott sei Dank setzte der Schneesturm erst ein, als Géryville schon in Sicht war.»[29]

- Im Mai 1922 wurde Glauser nach «Gourrama», einem Aussenposten der Legion in Marokko, verlegt. Dort bekam er Malaria und unternahm einen weiteren Selbstmordversuch. All diese und weitere Erlebnisse hatte er ausführlich in seinem zu Lebzeiten unveröffentlichten Roman Gourrama beschrieben (geschrieben 1928–1930, publiziert 1940). Für das Finale der Fieberkurve hat Glauser «Gourrama» als Kulisse gewählt.

### Figuren
In kaum einem anderen Studer-Roman (abgesehen von Matto regiert und Gourrama) tauchen so viele Figuren aus Glausers bisherigem Leben auf, wie in der Fieberkurve. Dies sind vor allem Personen aus seinen Fremdenlegions-Erzählungen, so zum Beispiel Der Tod des Negers (1933), Marschtag in der Legion (1933) oder Der vierzehnte Juli (1935)
- Pater Matthias vom Orden der Weissen Väter. Glauser hatte in der Legionszeit einen Missionar dieses Ordens kennengelernt und ihm eine wichtige Rolle in der Fieberkurve zugeschrieben.
- Victor Alois Cleman: Bereits in der Erzählung Im Afrikanischen Felsental (1931)[33] berichtete Glauser von einem Kameraden mit dem Namen Cleman, der später aus der Fremdenlegion austrat, Spionage betrieb und während des Ersten Weltkrieges auf deutscher Seite kämpfte.
- Giovanni Collani: In Géryville lernte Glauser einen Korporal mit dem Namen Collani kennen, welchen er in Der Hellseherkorporal (1931)[34] bereits beschrieben hatte.
- Capitaine Lartigue: Der Verantwortliche des Postens «Gourrama», tauchte schon im gleichnamigen Roman auf oder in der Erzählung Marschtag in der Legion. Im Gegensatz zur Fieberkurve stammt der Capitaine jedoch nicht aus dem Kanton Jura, sondern aus Paris.

#### Beatrix Gutekunst

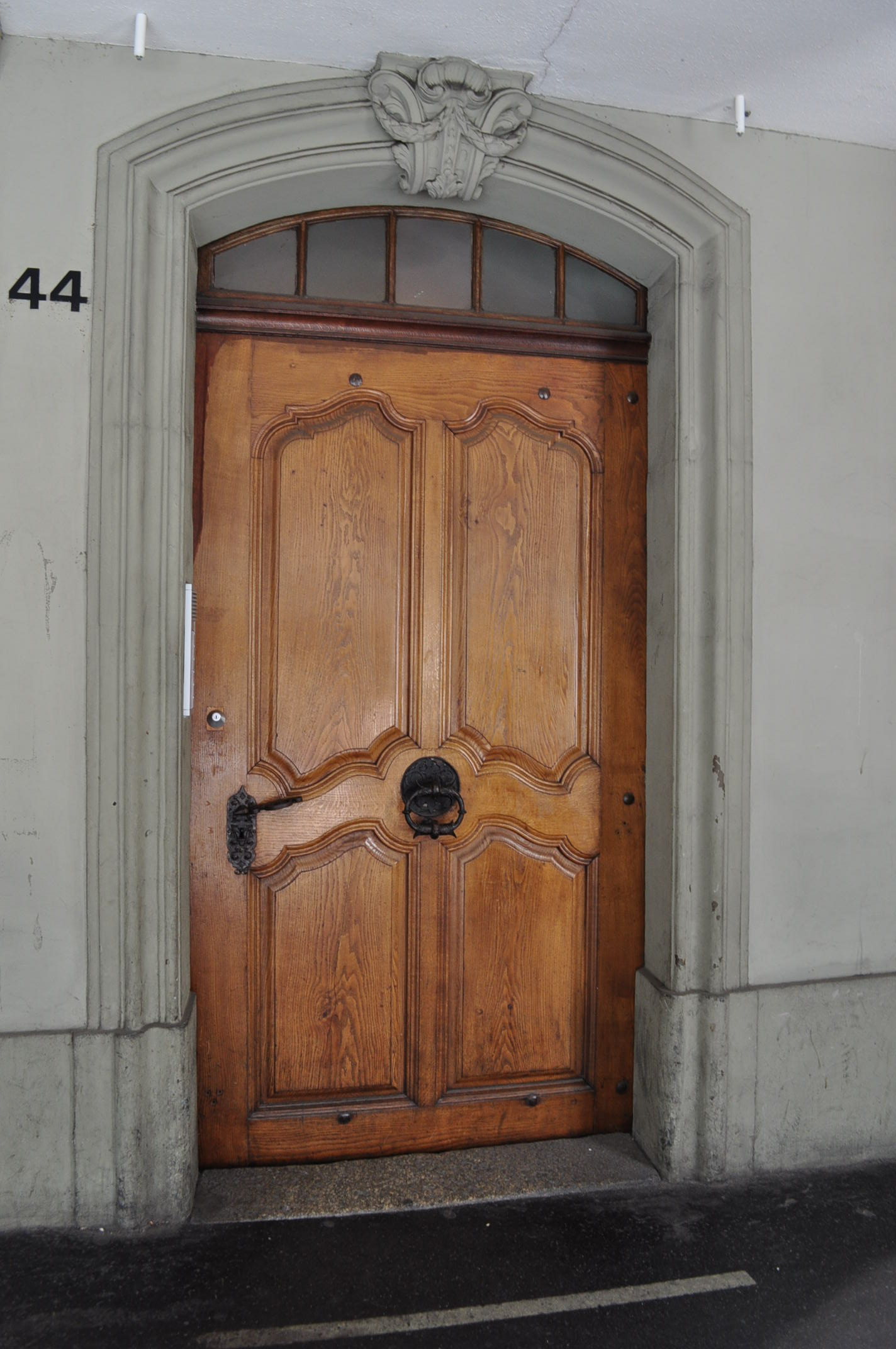
Eingang zur ehem. Tanzschule von Beatrix Gutekunst, Tanzschule im 1. Stock an der Gerechtigkeitsgasse 44 in Bern

Im fünften Kapitel der Fieberkurve beschreibt Glauser ein ungeschminktes Porträt seiner ehemaligen Freundin Beatrix Gutekunst. Nachdem er den zweiten Mord des Romans an die Adresse ihrer Tanzschule verlegt hat (1. Stock der Gerechtigkeitsgasse 44 in Bern), lässt er Gutekunst samt ihren Charaktereigenschaften auftreten: «Es stand aber vor der Tür eine Dame, die sehr dünn war und deren kleiner Vogelkopf eine Pagenfrisur trug. Sie stellte sich vor als Leiterin der im gleichen Hause einquartierten Tanzschule und tat dies mit ausgesprochen englischem Akzent. (…) ‹Ich habe eine Beobachtung mitzuteilen›, sagte die Dame, und dazu wand und drehte sie ihren schlanken Körper – unwillkürlich hielt man Ausschau nach der Flöte des indischen Fakirs, deren Töne diese Kobra zum Tanzen brachten. ‹Ich wohne unten …› Schlängelnder Arm, der Zeigefinger deutete auf den Fußboden.» Als Studer sie später nach ihrem Namen fragt, antwortet sie mit: «Frau Tschumi.» Tatsächlich hatte Beatrix Gutekunst kurz nach der Trennung von Glauser den Maler Otto Tschumi geheiratet. Als Glauser den Jahreswechsel 1934/1935 bei den beiden verbringen wollte, kam es zum endgültigen Bruch. Möglicherweise fielen aus diesem Grund seine folgenden Beschreibungen weniger schmeichelhaft aus: «Unten hörte man sie mit schrillem Gekeif etwas erzählen – dazwischen sprach eine tiefe Stimme beruhigende Worte.» Und zwei Seiten weiter legt Glauser dem Mieter des Parterre folgende Worte über die Tanzlehrerin in den Mund: «Er habe gemeint, das könne die Tschuggerei – äksküseeh: die Polizei – interessieren, die magere Geiss – äksküseeh: Die Tanzlehrerin im ersten Stock – habe ihm geraten, seine Beobachtungen mitzuteilen.»

#### Max Müller
Auf Seite 95 sinniert Studer: «Jede Handlung lässt sich begründen – und wenn der Grund nicht im Bewussten gefunden werden kann, so muss man ihn im Unbewussten suchen. Dies hatte der Wachtmeister von der Berner Fahndungspolizei einmal gelernt, als er einen Fall hatte aufklären müssen, der in einem Irrenhaus spielte. Ein Psychiater hatte es auf sich genommen, ihm den Unterschied zwischen bewusst und unbewusst recht drastisch einzubläuen.» Dieser Hinweis bezieht sich auf den dritten Studer-Roman Matto regiert, den Glauser bereits im Februar 1936 begonnen hatte und in dem ein Psychiater mit dem Namen Dr. Laduner mehrmals auftaucht. Dieser Laduner ist kein Geringerer als Max Müller, Arzt und Leiter der Heilanstalt Münsingen von 1939 bis 1954. Müller war für Glauser zwischen 1925 und 1933 eine der wichtigsten Bezugspersonen, da er in dieser Zeit mit ihm eine Psychoanalyse durchführte und sogar Anschluss in der Familie Müller gewährte. Insgesamt war Glauser fünf Mal in Münsingen während Müllers Zeit. Ein zweites Mal lässt Glauser seinen ehemaligen Therapeuten Müller am Ende der Fieberkurve inkognito auftauchen: «‹Dann›, sagte Studer, ‹wäre es mir schlecht gegangen. Aber man muss manchmal mit Imponderabilien rechnen.› ‹Imponderabilien!›, sagte Capitaine Lartigue. ‹Wie gelehrt Sie sprechen!›» In Matto regiert ist Dr. Laduners Lieblingsausdruck ‹Imponderabilien›.

#### Das Maultier
Das Maultier spielte in Glauser Leben eine besondere Rolle. Im Sommer 1936 schrieb er über dieses Tier eine Kurzgeschichte mit dem Titel Seppl; in dieser Fremdenlegions-Episode beschreibt Glauser liebevoll den Charakter des Maulesels «Seppl» und seine Beziehung zu ihm. Die Geschichte endet damit, dass der Esel Glauser bei einem Überfall das Leben rettet und dabei selbst stirbt. Auch in der Fieberkurve taucht wieder ein Maultier auf: Am Ende des 11. Kapitels, als Studer nach Géryville reitet, beginnt der Wachtmeister eine Zwiesprache mit seinem Esel: «Lose einisch, Fridu!» (= Friedel = Friedrich). In dieser Anrede hat Glauser ein ‹zweites Ich› versteckt. So sind auch die Briefe an Martha Ringier ab März 1936 meistens mit «Mulet» (frz. für Maultier) signiert. Dazu erklärte er ihr: «Meine Lieblingstiere sind Maulesel, sie sind genauso störrisch wie ich, sie grinsen genauso unverschämt und sie haben ein Fell, das uni in der Farbe ist. Und ich trage uni, ne vous en déplaise, Grau. Grau am liebsten. Ich bin ein diskreter Schriftsteller, madame, ich bin kein Sekundarlehrer, und gestreifte Hemden trage ich nicht. (…) Ich bin ein Maulesel. Und Maulesel, begreifen Sie das wohl, Maulesel sind keine Idealisten. Maulesel fressen Gerste oder Hafer, so man ihnen gibt, sie sind genügsam, knabbern auch ganz gerne an Disteln, und man könnte es kaum glauben, wenn man ihre weichen Lippen fühlt, dass sie so stachlige Pflanzen verschlingen können.» Als Glauser am 8. Dezember 1938 in Nervi starb, schrieb Berthe Bendel an Martha Ringier ein Telegramm mit den Worten: «Mulet est morto. Berthe.»

### Erlebnisse

#### Kiffen

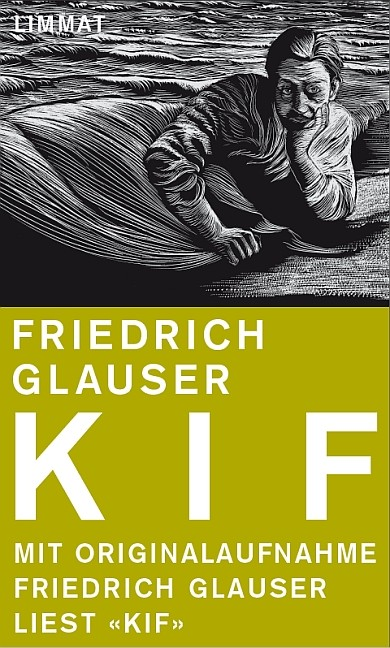
Die Legionserzählung Kif in der Ausgabe des Limmat Verlages

Während in der Fieberkurve der Mulatte, bei dem Studer kifft, Achmed heisst, so nannte ihn Glauser in der Erzählung Kif (1937) Mahmoud. In Kif schilderte Glauser seine persönliche Erfahrung, die er in Bel-Abbes gemacht hatte. Dieses autobiographische Erlebnis, das er in den Roman übertrug und in dem Jakob Studer von der Berner Polizei in Nordafrika einen Haschisch-Rausch bekommt, verdient literaturhistorisch eine besondere Betrachtung: «‹Er rauchte Kif›, fuhr der Arzt fort, ‹und das war ungesund für ihn, denn er war nicht kräftig. Sie wissen, was Kif ist? Haschisch. Cannabis indica…› (…) Und so vertieft war Wachtmeister Studer in seine Gedanken, dass er gar nicht merkte, wie er selbst sich zu Boden gleiten liess, – aber es gelang ihm nicht, kunstgerecht auf seine eigenen Absätze zu hocken. Er streckte die Hand aus – denn er war zu sehr mit seinen Überlegungen beschäftigt, um selbst eine Pfeife zu stopfen – er streckte die Hand aus und dann zog er träumend an einem Mundstück, atmete den Rauch tief in die Lungen ein und stieß ihn wieder von sich. ‹Noch eine›, murmelte er. (…) ‹Mlech?› fragte Achmed. Studer nickte. Es kam ihm vor, als spreche er ausgezeichnet Arabisch, ‹Mlech› – das hiess natürlich: ‹Gut.› Eifrig nickte der Wachtmeister und wiederholte: ‹Mlech, mlech!›» Danach hört Studer Musik, die klingt, als werde der Berner Marsch von himmlischen Heerscharen gespielt und zieht das Fazit: «Was nütze alles Tun? (…) Nur ein winziger Tropfen war man doch im Nebelschwaden der Menschheit – und verdunstete…»
Am 4. Januar 1936 schrieb Glauser dazu an Martha Ringer: «Es tut meiner chaotischen Seele wohl, ein wenig Anarchismus einzuschmuggeln.» Tatsächlich kann der Umstand, dass ein Ermittler in einem Kriminalroman aus dem Jahre 1936 Haschisch raucht, als ein literarisch-anarchistischer Akt angesehen werden; Wachtmeister Studer ist am Kiffen und äussert sich zudem auch noch systemkritisch: Das war einerseits der ‹urschweizerischen› Figur Studer abträglich als auch sehr gewagt für die damalige Zeit. Am 12. September 1937 wurde Glauser angefragt, ob er sich mit einem kurzen Text an der Radio-Sendereihe «Länder und Völker» beteiligen wolle. Glauser sagte zu, entschied sich für Kif und kam am 18. November ins Studio der Radiogesellschaft Basel, um den Text aufzunehmen. Die Originalaufnahme dieser Erzählung ist das einzige Tondokument, das es von Glauser gibt. Zu seinen Lebzeiten wurde es nicht mehr gesendet.
Ausschnitt aus Kif, gelesen von Friedrich Glauser am 18. November 1937ⓘ

## Publikationen

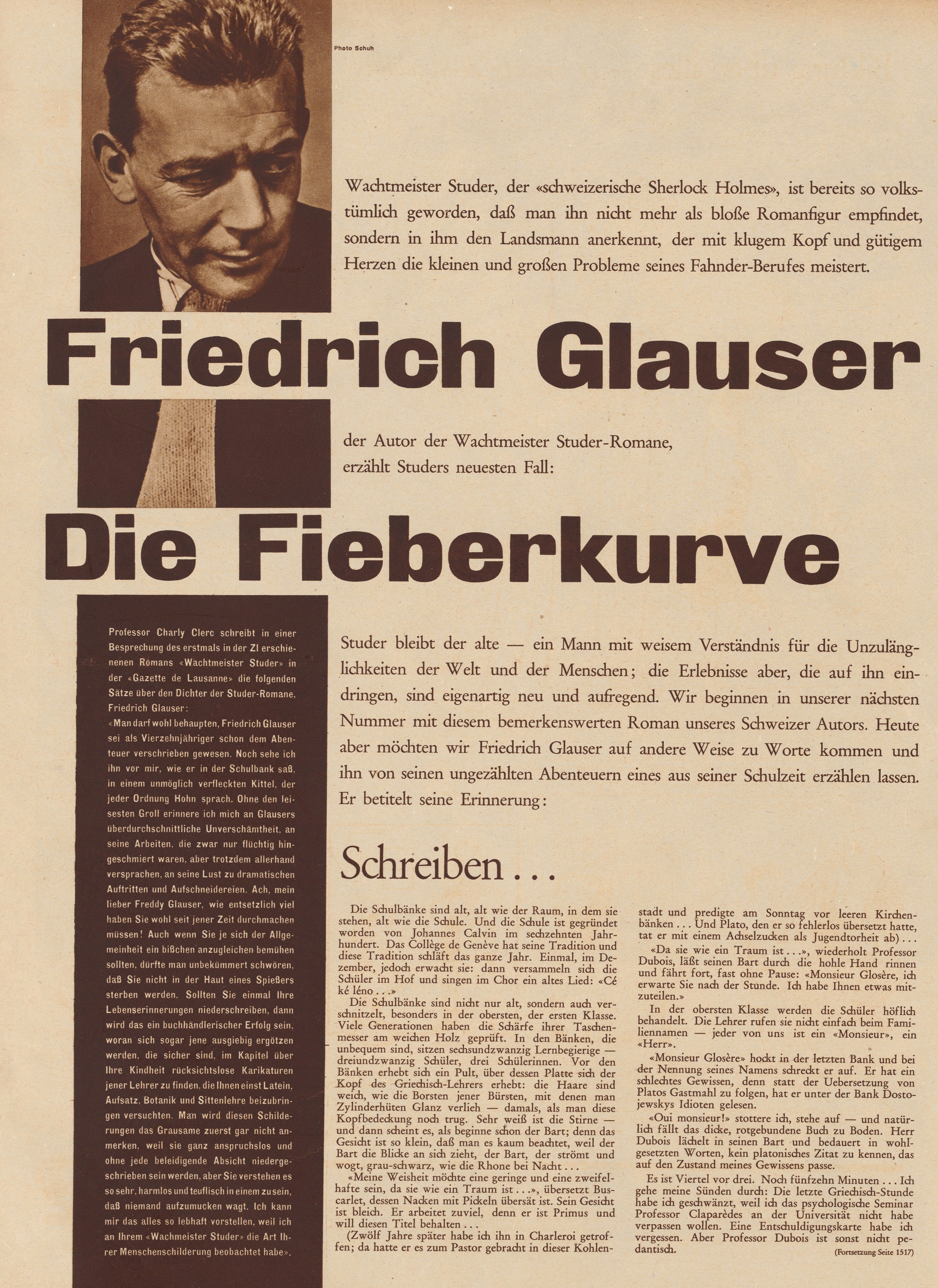
Zürcher Illustrierte vom 3. Dezember 1937 mit der Vorankündigung der Fieberkurve

Ende 1937 erschien die Fieberkurve endlich als Erstdruck in der Zürcher Illustrierten vom 3. Dezember bis zum 11. Februar 1938. Bevor die erste Folge des Krimis als Fortsetzungsgeschichte erschien, gab es eine Vorankündigung mit einem Portrait von Gotthard Schuh auf dem Titelblatt. Darin wurde Die Fieberkurve mit folgendem Text eingeleitet: «Wachtmeister Studer, der ‹schweizerische Sherlock Holmes›, ist bereits so volkstümlich geworden, dass man ihn nicht mehr als blosse Romanfigur empfindet, sondern in ihm den Landsmann anerkennt, der mit klugem Kopf und gütigem Herzen die kleinen und grossen Probleme seines Fahnder-Berufes meistert. Friedrich Glauser, der Autor der Wachtmeister-Studer-Romane, erzählt Studers neuesten Fall: Die Fieberkurve. (…) Wir beginnen in unserer nächsten Nummer mit diesem bemerkenswerten Roman unseres Schweizer Autors. Heute aber möchten wir Friedrich Glauser auf andere Weise zu Worte kommen und ihn von seinen ungezählten Abenteuern eines aus seiner Schulzeit erzählen lassen.»
Es folgte die Erzählung Schreiben…; Friedrich Witz wünschte sich für die Einführung der Fieberkurve einen Text über die Anfänge von Glausers schriftstellerischer Tätigkeit. Dieser beschrieb darin seine ersten Schritte 1915 als Autor zusammen mit Georges Haldenwang in der Genfer Zeitung L’Indépendence Helvétique und sandte den gewünschten Text am 3. September 1937 an die Redaktion der Zürcher Illustrierten. Darin bemerkt Glauser über das Schreiben und Publizieren: «Welches Wunder bedeutete es, die Sätze, die ich mühsam in einer Algebra-Stunde geschrieben hatte, nun plötzlich gedruckt zu sehen. Was, ist es möglich, dass die Sätze gedruckt so anders aussehen, als handgeschrieben? Dass ihnen die Druckerschwärze Geist verleiht…?»
Ein interessantes Detail stellte der Umstand dar, dass die Redaktion der Zürcher Illustrierten einen Ausschnitt aus der Besprechung von Schlumpf Erwin Mord von Charly Clerc beigefügt hatte; dieser war 1911 Lehrer im Landerziehungsheim Glarisegg und erhielt damals vom 15-jährigen Glauser eine Ohrfeige. Möglicherweise war deshalb in Clercs Rezension die Beschreibung seines ehemaligen Schülers nicht sonderlich positiv; darin erinnerte er sich an Glausers «überdurchschnittliche Unverschämtheit (…), an Arbeiten, die flüchtig hingeschmiert wurden (…) und dramatische Auftritte und Aufschneidereien.»
Die Buchausgabe erschien im Herbst 1938, wiederum im Morgarten-Verlag, für dessen Buchumschlag Glauser die Fiebertabelle entworfen hatte. Die Fieberkurve war Glausers letzter Roman, der noch zu seinen Lebzeiten in Buchform erschien und unterschied sich kaum vom vorgängigen Fortsetzungsabdruck in der Zürcher Illustrierten. Von der Fieberkurve hat sich kein Typoskript erhalten.

## Rezeption
Im Gegensatz zu Glausers erstem Studer-Roman Schlumpf Erwin Mord verkaufte sich Die Fieberkurve schlecht. 1948 brachte der Artemis Verlag eine 2. Auflage in der Höhe von 3300 Exemplaren heraus, von denen bis 1951 lediglich 784 Stück verkauft wurden. Wie schon beim Morgarten-Verlag blieb nichts anderes übrig als der Ramschverkauf. Grössere Beachtung fand Die Fieberkurve in der Neuausgabe von 1963 in der Sphinx-Krimireihe der Büchergilde Gutenberg.
Als Gründe für den mangelnden Erfolg könnten mehrere Faktoren eine Rolle gespielt haben: In mancher Hinsicht ist Die Fieberkurve kein typischer Studer-Krimi. Die Einheit von Ort, Zeit und Handlung wurde aufgegeben zugunsten einer verwegenen und mitunter wenig plausiblen Handlung, die zwischen Bern, Basel, Paris und Nordafrika hin und her springt.

## Verfilmung
1948 erwarb die Filmgesellschaft Praesens die Rechte für Die Fieberkurve. Im Gegensatz zu Wachtmeister Studer und Matto regiert wurde dieser Roman jedoch nicht mehr verfilmt.

## Theateradaption

### Sommertheater Schaffhausen
2009 wurde die Fieberkurve zum ersten Mal für die Bühne bearbeitet. Unter dem Titel Die Fieberkurve – Ein Wachtmeister Studer-Krimi nach Friedrich Glauser spielte das Schaffhauser Sommertheater. Die Premiere fand am 24. Juli im Hof der Musikschule Schaffhausen statt. Geschrieben hatte die Adaption der Oltner Autor Walter Millns, der dabei auch selbst Regie führte. In der Theaterfassung probt eine 18-köpfige Schauspieltruppe im Jahre 1935 die Fieberkurve in Anwesenheit des fiktiven Friedrich Glauser.

### Criminale & Berner Sommertheater

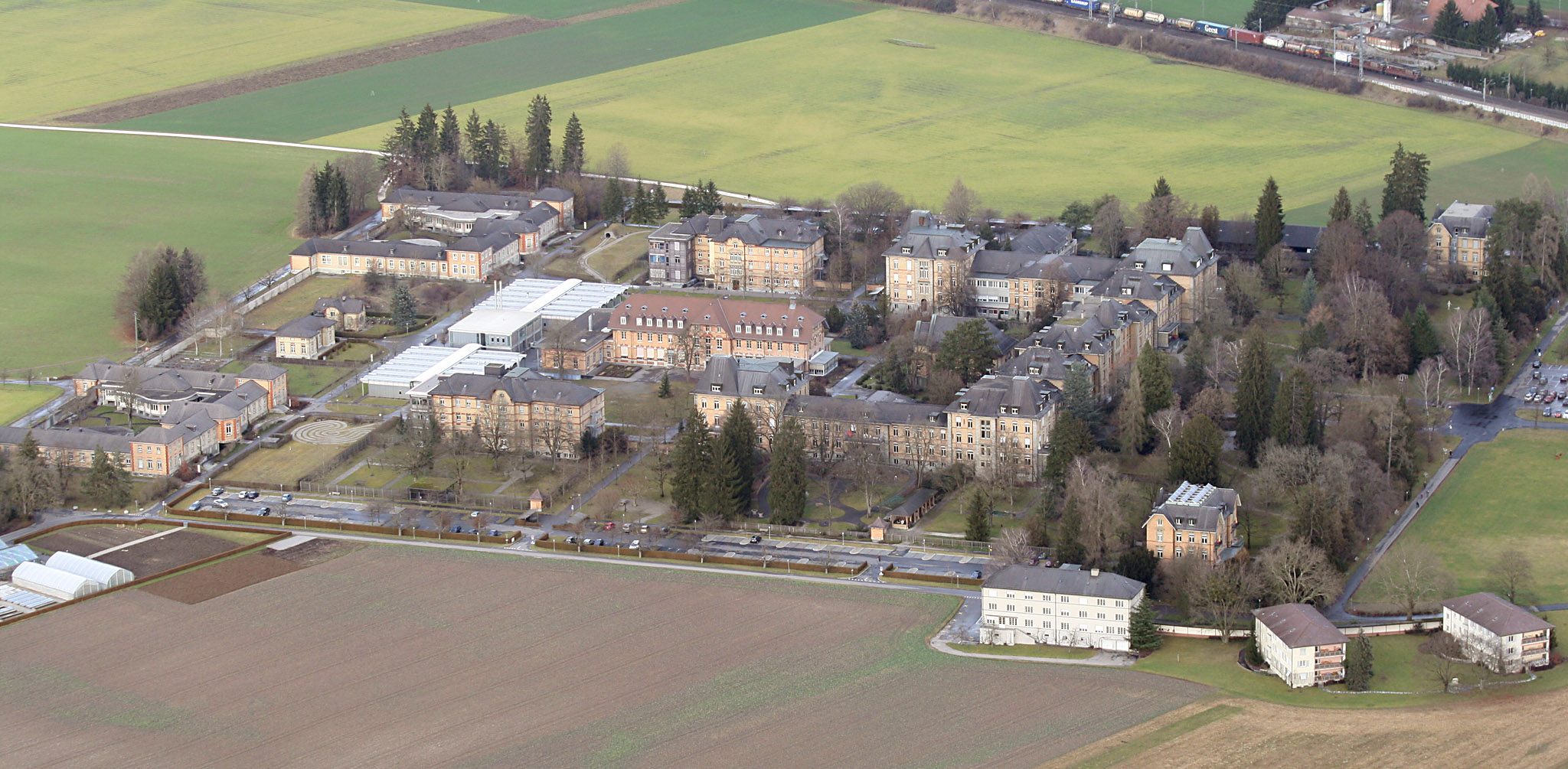
Psychiatriezentrum Münsingen, 2007

Aus Anlass des 75. Todestages von Friedrich Glauser gastierte die Criminale, das grösste Krimifestival Europas, vom 17. bis 21. Mai 2013 zum ersten Mal in der Schweiz. An mehreren Orten in den Kantonen Bern und Solothurn fanden über hundert Veranstaltungen statt. Einer dieser Orte war besonders ausgewählt: Das Psychiatriezentrum Münsingen, in dem Glauser insgesamt sechs Jahre seines kurzen Lebens verbrachte. Im Rahmen des Literaturfestivals erinnerte sich die Klinik an seinen berühmten Patienten, indem sie in einer Ausstellung Glausers Psychiatriekrimi Matto regiert würdigte.
Das Berner Sommertheater nahm dies zum Anlass, Walter Millns’ Theaterbearbeitung der Fieberkurve unter der Regie von Arlette Zurbuchen im Psychiatriezentrum zu inszenieren; der spezielle Spielort der damaligen Irrenanstalt war gleichzeitig auch eine Hommage an Friedrich Glauser. Die Premiere der ‹Kriminal-Komödie nach Friedrich Glauser› fand am 17. April (gleichzeitig mit der Eröffnung der «Criminale 2013») im Casino des Parkes der psychiatrischen Klinik Münsingen statt.

## Comic

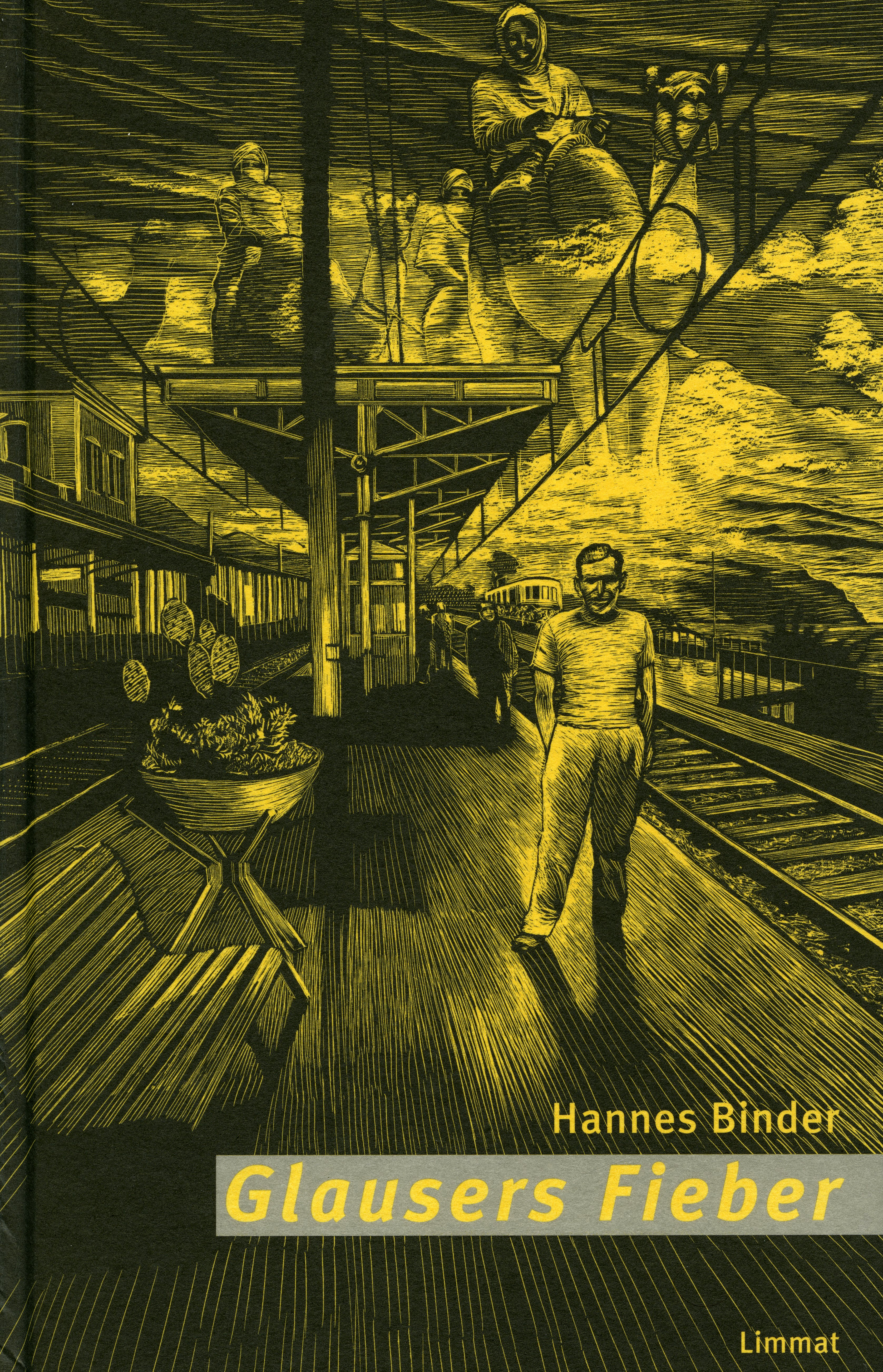
Glausers Fieber von Hannes Binder im Limmat Verlag, 1998

1998 zeichnete der Grafiker und Illustrator Hannes Binder seinen mittlerweile fünften Glauser-Comic: Glausers Fieber. Binder weicht in dieser Umsetzung von der linearen Erzählweise ab und unterbricht die Fieberkurve mit biographischen Hintergründen (Glausers Frankreichaufenthalt, wo er am Roman weiterarbeitete) und Briefauszügen («Ich muss mich zwingen, die ‹Fieberkurve› fertigzumachen, denn ich möchte so gern den Ascona-Roman schreiben, in der Ich-Form, wo Studer in den Ferien in Locarno weilt und die ganze Geschichte aufdröselt …»). Binder dazu: «Das Ganze ist ein einziger Fiebertraum, in den hinein immer wieder Fragmente aus der Realität – Briefstellen, Tagebuchaufzeichnungen – eindringen, die ich dann mit eigentlich filmischen Mitteln wie Überblendung einfüge, und so die Fieberkurve zu einer einzigen Collage verarbeite.»

## Audioproduktionen
- Hörspiel Die Fieberkurve DRS/SWF 1990 Regie: Martin Bopp, Bearbeitung: Markus Michel[48]
  - Ausgabe als 2 CD-Hörbuch, Schweizer Radio DRS im Christoph Merian Verlag, Basel 2007, ISBN 978-3-85616-335-8.
- Matto regiert Sowie Kif Krimi, Hörspiel, Lesung. Gelesen von Friedrich Glauser. Schweizer Radio DRS, 1 CD, Christoph Merian Verlag, Basel 2006, ISBN 3-85616-275-5.

## Einzelnachweise

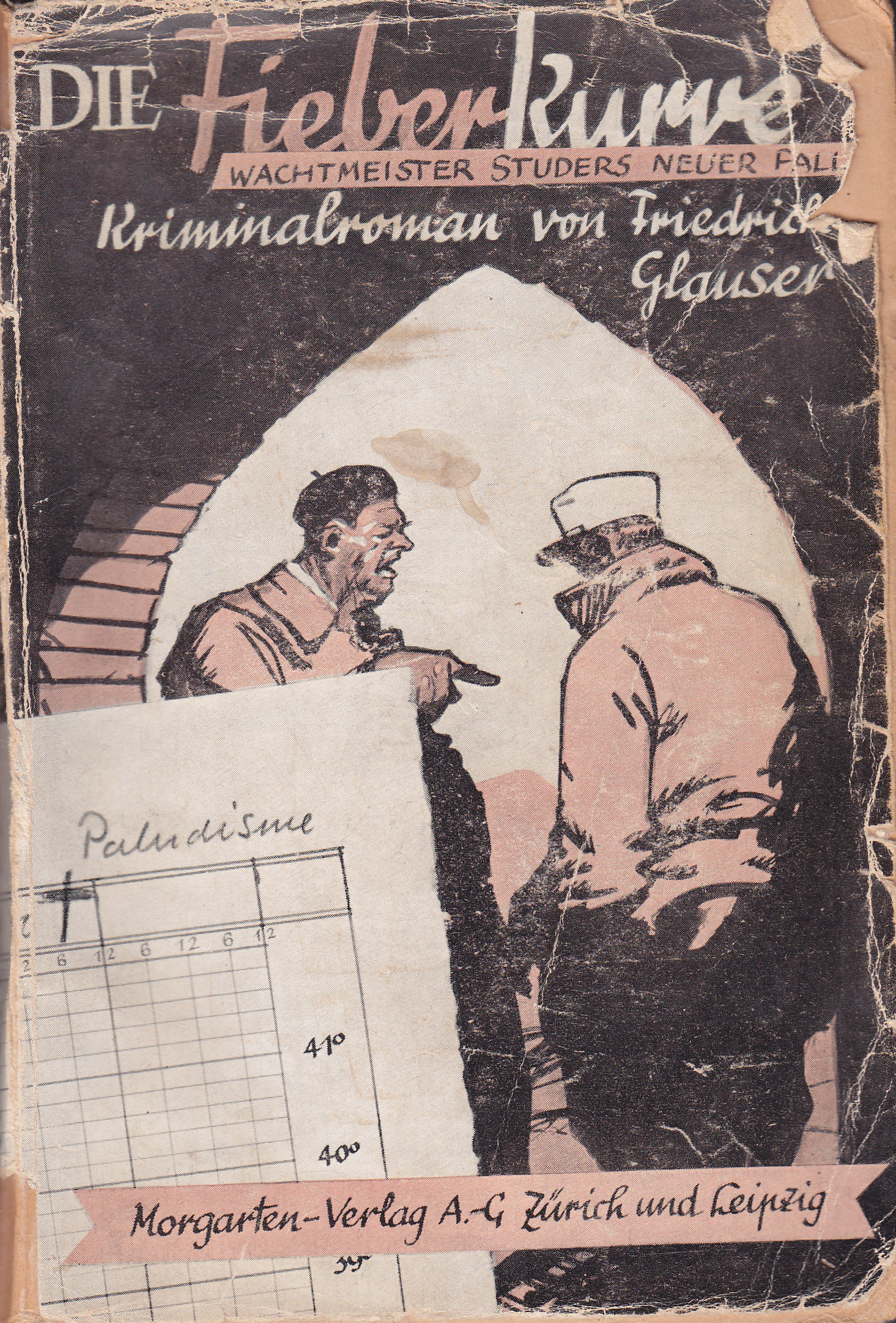
Die Fieberkurve in der Buchausgabe des Morgarten-Verlags, 1938